# Jak jsem strávil léto
Jak jsem strávil léto (v anglickém originále Camp Cucamonga) je americká filmová televizní komedie z roku 1990. Režisérem filmu je Roger Duchowny. Hlavní role ve filmu ztvárnili John Ratzenberger, Brian Robbins, Jennifer Aniston, Chad Allen a Candace Cameron. 

## Obsazení
| John Ratzenberger | Marvin Schector  |
| Brian Robbins     | Roger Burke      |
| Jennifer Aniston  | Ava Schector     |
| Chad Allen        | Frankie Calloway |
| Candace Cameron   | Amber Lewis      |
| Danica McKellar   | Lindsey Scott    |
| Josh Saviano      | Max Plotkin      |
| Tasha Scott       | Jennifer         |
| Johnny Galecki    | Tony Johnson     |
| G. Gordon Liddy   | Howard Sloan     |
| Breckin Meyer     | Cody             |